# 新竹觀測所
新竹觀測所，為臺灣日治時期新竹市的氣象站，為因應1935年發生的新竹台中大地震，1937年建於新竹公園內地勢較高處，舊稱枕頭腳山。戰後仍作為氣象觀測站，直至1991年遷往竹北，而原建築則移交新竹市政府。

## 歷史

### 日治時期
1930年，新竹台中發生芮氏規模7.1級的地震，為台灣有史以來最嚴重的自然災害，造成多數建築到他與人員傷亡。台灣總督府為此在新竹市設立新竹觀測所，並安置專業的地震觀測設施。最初稱為新竹觀測所，隔年8月改稱新竹測候所。在戰前臺灣總督府下的12座中，新竹測候所與臺北、阿里山、高雄後所同屬A級測候所，其他則為則為B級測候所。其在二戰期間為曾一度以迷彩偽裝並以樹林作掩護。

### 民國時期
戰後，新竹測候所由台灣行政長官公署氣象局接管，仍沿用原廳舍從事氣象觀測業務。1948年，改為「台灣省氣象局新竹測候所」；1971年7月改制為「中央氣象局新竹測候所」；1977年7月改制為「中央氣象局新竹氣象測站」； 1989年8月改制為「交通部中央氣象局新竹氣象站」；1991年7月因附近電台電波干擾而遷至竹北的新竹縣政府附近。

### 年表
- 1935年4月21日：新竹至臺中地區發生規模7.1的大地震，促使政府規劃設立地震測報系統。[3]
- 1937年4月7日：昭和12年臺灣總督府(官)報/告示第777號，成立新竹觀測所。[4]
- 1937年5月：在新竹市中央公園的山丘上興建辦公廳舍，命名為「台灣總督府測候所新竹觀測所」，同時自6月起辦理簡單的氣象觀測。[5]
- 1938年1月13日：新竹觀測所廳舍完工，陸續安裝各種氣象觀測儀器及地震監測儀，和無線電通訊設備。[6]
- 1938年8月1日：設置威赫式地震儀(Wiechert seismograph)、大森式二倍強震儀(Omori  strong motion seismograph, V:2)，正式開始地震觀測。[6]
- 1938年8月4日：昭和13年臺灣總督府(官)報/告示第283號，新竹觀測所更名為新竹測候所。[7]
- 1939年4月：設置大森式水平地動儀(Omori horizontal seismograph)、中央氣象台式簡單地震儀(CMO portable seismograph)。[6]
- 1945年3月：二次世界大戰末期，因盟軍空襲臺灣頻繁，加上缺乏資材，各觀測所包括新竹測候所暫停觀測。[6]
- 1945年：臺灣光復後，新竹測候所改名為「臺灣省氣象局新竹測候所」。
- 1946年3月：新竹測候所恢復觀測。[6]
- 1955年1月：裝設樋口式一倍強震儀(Highchi strong motion seismograph, V:1)取代大森式二倍強震儀。[8]
- 1989年8月1日：正名為「交通部中央氣象局新竹氣象站」。
- 1991年7月1日：氣象站因原址電波干擾問題，遷至新竹縣竹北市光明五街現址。
- 現況：建築已被列為歷史建築，具有文化保存意義。